# 比利亚雷霍
比利亚雷霍，是西班牙拉里奥哈自治区的一个市镇。总面积6平方公里，总人口49人（2001年），人口密度8人/平方公里。